# Ceratonereis vermillionensis
Ceratonereis vermillionensis är en ringmaskart som först beskrevs av Fauchald 1972.  Ceratonereis vermillionensis ingår i släktet Ceratonereis och familjen Nereididae. Inga underarter finns listade i Catalogue of Life.